# Я
Я (minuskule я) je písmeno cyrilice. Jeho tvar se v minuskulní i majuskulní variantě shoduje s tvarem majuskule písmena R v latince otočeného podle svislé osy. Výslovnostně odpovídá výslovnosti slabiky ja v češtině (pokud následuje po tvrdé souhlásce, vyslovuje se pouze jako a, j se "vyčerpá" na změkčení souhlásky, podobně jako se v češtině dě vyslovuje jako [ďe]).
Písmeno je obsaženo v azbukách všech východoslovanských jazyků, ale pouze v jednom balkánském jazyku zapisovaném cyrilicí a to bulharštině. Vyskytuje se ve většině azbuk neslovanských jazyků, není obsaženo například v osetské a abchazské azbuce. Ve většině případů se jedná o poslední písmeno azbuky, s výjimkou kavkazských jazyků, které mají jako poslední písmeno zařazeno písmeno Ӏ (paločka).
Písmeno Я se vyvinulo z písmena Ѧ (malý jus).
Chantyjština využívá k zápisu i variantu písmena Я s diakritikou: Я̆.